# Marie-Claire Scamaroni
Marie-Claire Scamaroni (ur. 22 września 1913 w Paryżu, zm. 18 lipca 2006 tamże) – francuska polityk, samorządowiec i adwokat, działaczka ruchu oporu, od 1983 do 1984 posłanka do Parlamentu Europejskiego.

## Życiorys
Córka prawnika i urzędnika, siostra działacza ruchu oporu Freda Scamaroniego (1914–1943). W Paryżu ukończyła studia filozoficzne, a w 1934 prawnicze, po czym rozpoczęła praktykę adwokacką w Morbihan. Podczas II wojny światowej przebywała kolejno w Vouziers, Caen, Paryżu, Limoges. Działa w ruchu oporu, w proteście przeciw Francji Vichy zawiesiła pracę prawniczą, przemycała też różne przedmioty dla żołnierzy podziemia i ukrywała wysłanników. Później działała w organizacjach zrzeszających weteranów partyzantki, m.in. była wiceprzewodniczącą Comité d'Action de la Résistance i sekretarzem nagrody literackiej za prace o tej tematyce.
Po wojnie była pierwszą kobietą wybraną w wyborach samorządowych na Korsyce, od 1945 do 1948 zasiadała w radzie regionu. Od 1944 do 1945 pracowała w gabinecie ministra spraw wewnętrznych, a od 1959 do 1979 była zastępcą mera 6. dzielnicy Paryża. Później zaangażowała się w działalność polityczną w ramach Zgromadzenia na rzecz Republiki. W 1979 kandydowała do Parlamentu Europejskiego, mandat posłanki I kadencji uzyskała 11 marca 1983 w miejsce René Paulhana. Przystąpiła do frakcji postępowych demokratów, należała też m.in. do Komisji ds. Transportu.
W 1936 wyszła za mąż, w 1940 urodziła dziecko. Opublikowała książkę biograficzną o swoim bracie. Odznaczona m.in. Wielkim Krzyżem Legii Honorowej (2004), Wielkim Krzyżem Orderu Narodowego Zasługi, Medalem Ruchu Oporu oraz Krzyżem Kombatanta-Ochotnika Ruchu Oporu.